# Hostiusz
Hostiusz, łac. Hostius ( II w. p.n.e.) – rzymski epik, autor niezachowanego poematu Bellum Histricum.
Praktycznie nic nie wiadomo o jego życiu, poza tym, że jego patronem był Gajusz Semproniusz Tuditanus, konsul w 129 roku p.n.e. Zapewne niedługo po tej dacie Hostiusz napisał poemat epicki Bellum Histricum, poświęcony zwycięskiej wojnie z Istrami (Histrami) lub Japygami z Ilirii i triumfowi, jaki odbył z okazji odniesienia tego sukcesu Tuditanus. Takie okoliczności powstania tego dzieło były prawdopodobnie podobne do tych towarzyszących utworowi Enniusza dla Marka Fulwiusza Nobiliora.
Zachowało się zaledwie kilka fragmentów tego utworu, pochodzących z ksiąg pierwszej i drugiej, być może całość liczyła więcej części. Jeden z urywków wskazuje na to, że autor wzorował się na Homerze, stosując tradycyjny „aparat mitologiczny” – bogów współdziałających z ludźmi przy kształtowaniu wydarzeń. Zapewne epos utrzymany był także w tonie panegirycznym wobec patrona poety. 
Zachowane fragmenty wydano drukiem w kolejnych edycjach Fragmenta poetarum Latinorum (1886, 1963, 1982 i 1985).